# Китойлаг
Китойський ВТТ — підрозділ, що діяв в структурі Головного управління виправно-трудових таборів Народного комісаріату внутрішніх справ СРСР (ГУЛАГ НКВС).

## Час існування
Організований 25.07.47;

Закритий 06.07.48 (переданий до складу УВТТ Будівництва 16);

Знову організований 14.05.53 (перейменований з Будівництва 16 і ВТТ);

На 01.01.60 — діючий.

## Підпорядкування і дислокація
- УИТЛК УМВС по Іркутській обл. з 25.07.47 ;
- ГУЛАГ МВС з 16.04.48;
- ГУЛАГ МЮ з 14.05.53;
- ГУЛАГ МВС з 28.01.54 ;
- Головпромбуд МВС з 03.02.55;
- ГУЛАГ МВС з весни (?) 1955 ;
- МВС РРФСР з 10.11.57

Дислокація: Іркутська область, ст. Китой;

м.Ангарськ.

## Виконувані роботи
- будівництво комбінату 16 Головгазтоппрома,
- будівництво комбінату 820 МСМ, шосейних доріг і залізниць,
- обслуговування Ангарського заводу ЗБВ, 2 алебастрових заводів, 3 цегляних заводів, 2 ДОКів, Майського бетонного комбінату.
- будівництво спеціального радіоцентру Міністерства зв'язку в м.Іркутськ за договором,
- житлове та комунально - побутове будівництво,
- будівництво хлібозаводу, холодильника, швейної та меблевої фабрики в Ангарську, Іркутської ТЕЦ ,
- будівництво військового містечка та водопроводу на комбінаті 820, ЛЕП-30, об'єктів протиповітряної оборони, р-на розміщення комбінату 820 (Ангарський електролізний хімічний комбінат)[1] МСМ та 16 МНП,
- с/г роботи в радгоспі «Усольський» з 26.09.53, лісові заготівлі.